# Ищенко, Иван Ильич

Иван Ильич И́щенко (8 июля 1925, Вершино-Каменка, Одесская губерния — 1 ноября 1989, Днепропетровск) — советский военнослужащий, участник Великой Отечественной войны, полный кавалер ордена Славы, разведчик 294-го гвардейского стрелкового полка, гвардии красноармеец — на момент представления к награждению орденом Славы 1-й степени.

## Биография
Родился 8 июля 1925 года в селе Вершино-Каменка. Украинец. Окончил 7 классов. Трудился в колхозе. С началом Великой Отечественной войны оставался на оккупированной территории. В октябре 1943 года был призван в Красную Армию Новопражским райвоенкоматом. С декабря 1943 года участвовал в боях с захватчиками на 2-м и 1-м Украинских фронтах. Весь боевой путь прошел в составе 294-го гвардейского стрелкового полка 97-й гвардейской стрелковой дивизии, был рядовым стрелком, затем разведчиком.
5 января 1944 года в боях за населенный пункт Кохановка во время Кировоградской операции гвардии красноармеец Ищенко, действуя в составе десанта на танке, ворвался в расположение противника и сразил 7 солдат и 1 офицера в ближнем бою. Переехав на танке окоп, Иван спрыгнул в траншею, где вступил в бой с немецким офицером. Ещё до этого при движении на броне танка Ищенко расстрелял все пять патронов своей винтовки, вследствие чего ему и пришлось перейти в рукопашную. Проткнув офицера штыком насмерть, Ищенко с большим трудом снял тело со штыка и бросился сражаться со следующим солдатом. Ход сообщения окопа был тесен, и немцы могли сражаться с Иваном только по одному. Никто из немцев не пытался стрелять в бойца: только офицер первым же выстрелом из пистолета промахнулся с трёх метров.
Таким образом Иван Ищенко за время схватки убил семь солдат и одного офицера: благодаря более длинному штыку он успевал коснуться штыком противника раньше, чем тот мог дотянуться до Ищенко. Все солдаты в окопе ожидали своей очереди, чем воспользовались однополчане Ищенко, которые в определённый момент все начали прыгать в траншею и добивать немцев. Потерь никто из советских бойцов не понёс, поскольку все немцы были заняты попытками заколоть Ищенко.
Приказом по частям 97-й гвардейской стрелковой дивизии от 19 января 1944 года гвардии красноармеец Ищенко Иван Ильич награждён орденом Славы 3-й степени.
В ночь на 7 октября 1944 года, участвуя в захвате «языка» в 5 км северо-западнее города Сташув, гвардии красноармеец Ищенко, прикрывая отход товарищей, гранатой подавил вражеский пулемёт. В ночь на 26 октября вторично участвовал в захвате «языка». В составе группы первым ворвался в дзот и вместе с другими разведчиками захватил пленного.
Приказом по войскам 5-й гвардейской армии от 30 ноября 1944 года гвардии красноармеец Ищенко Иван Ильич награждён орденом Славы 2-й степени.
В конце января 1945 года, во время боев на реке Одер гвардии красноармеец Ищенко одним из первых преодолел реку. Действуя в составе группы разведчиков, установил расположение основных сил и огневых средств противника. В последних боях истребил свыше 15 солдат, подавил пулемет.
Указом президиума Верховного Совета СССР от 27 июня 1945 года за образцовое выполнение боевых заданий командования на фонте борьбы с немецкими захватчиками и проявленные при этом доблесть и мужество гвардии красноармеец Ищенко Иван Ильич награждён орденом Славы 1-й степени. Стал полным кавалером ордена Славы.
После войны старший сержант Ищенко продолжал службу в армии в Польше, затем в воинской части на территории Хмельницкой области. Вступил в контакт с членом националистической организации ОУН, по его заданию похитил со склада два автомата со снаряженными магазинами и передал «бандеровцу». Был арестован и 1 марта 1948 года осуждён Военным трибуналом Северо-Кавказского военного округа, приговорен к 20 годам лишения свободы. По ходатайству трибунала Указом Президиума Верховного Совета СССР от 23 июля 1948 года лишён орденов Славы 2-й и 3-й степени.
После освобождения из мест заключения жил в городе Приднепровск. Работал газоэлектросварщиком на Приднепровской ГРЭС.
Указом Президиума Верховного Совета СССР от 7 апреля 1967 года восстановлен в правах на награды. Тогда же был вручен орден Славы 1-й степени.
Жил в городе Днепропетровск. Участник Парада Победы 1985 года. Скончался 1 ноября 1989 года. Похоронен на кладбище в посёлке Чапли Самарского района Днепропетровска.

## Награды
- Орден Отечественной войны 1-й степени;
- Орден Славы 1-й, 2-й и 3-й степени;
- Медаль Победы и Свободы (ПНР);
- другие медали.